# Женская учительская семинария в Бейт-Джале

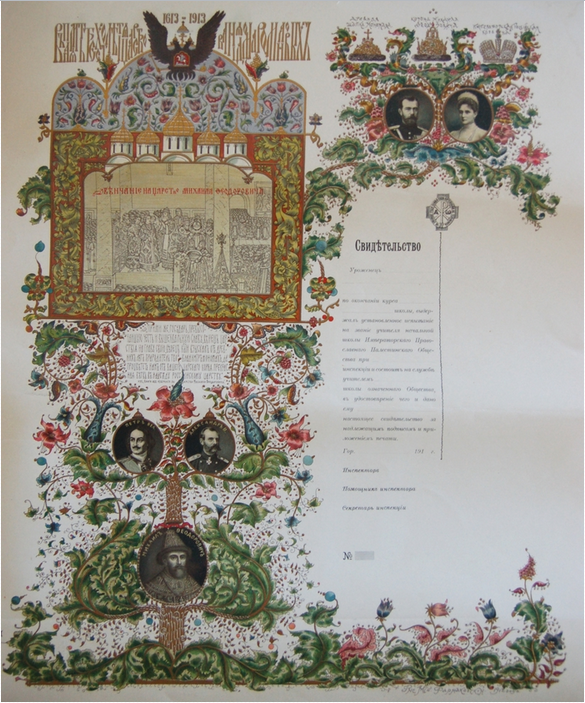
Свидетельство об окончании школы Императорского православного палестинского общества. Серия была издана в честь 300-летнего юбилея Дома Романовых

Же́нская учи́тельская семина́рия в Бейт-Джа́ле — учебное заведение, основанное Императорским православным палестинским обществом в 1890 году в арабском селении Бейт-Джала, примерно в 10 км южнее Старого города Иерусалима. Семинария готовила учительниц начальных школ ИППО в Палестине и Сирии. Выпускницы семинарии преподавали Закон Божий, арабский язык, арифметику, географию, историю и ремёсла, а также русский язык.

## История
В 1866 году начальник Русской Духовной Миссии архимандрит Антонин (Капустин) на имя драгомана Якуба Халеби купил два участка земли в арабском селении Бейт-Джала. На участке Дахра (1,32 га) на средства императрицы Марии Александровны было построено двухэтажное здание школы для девочек. Сюда была переведена из Иерусалима первая русская школа для арабских детей, созданная в 1858 году педагогом Е. Ф. Бодровой. Её перенос был вызван недовольством греческой патриархии. Позднее школа была преобразована в первую Ближнем Востоке женскую гимназию. Рядом со школой на средства О. Е. Путятиной, дочери адмирала и дипломата Е. В. Путятина, была построена амбулатория. В 1880 году школа закрывается отцом Антонином ввиду нехватки средств и аварийного состояния помещений.
В 1886 году участок вместе со школой передается в дар ИППО. В 1890 году ИППО открывает там женскую учительскую семинарию по образцу мужской учительской семинарии, действующей в городе Назарете с 1886 года. Семинария готовила учительниц для начальных школ ИППО в Палестине и Сирии, которых к 1900 году было около 70 (примерно 10 тысяч учащихся). В 1896 году участок переведен на имя Российского правительства.

#### Первая мировая война
С началом Первой мировой войны начальнице семинарии М. Н. Трапезниковой было рекомендовано закрыть семинарию и школу, что и было сделано. Но вскоре она вернулась в Бейт-Джалу, несмотря на угрожавшую ей опасность. Вместе с ней вернулась и сестра милосердия Е. М. Воронянская, а несколько позже и учительница М. И. Силина. Однако летом 1915 года в Бейт-Джалу вступили турецкие войска, и все здания — училище, школа и амбулатория — были реквизированы и переоборудованы под солдатские казармы и лазарет.
C 1917 года участок находился в ведении РПЦЗ. В 1978 году продан муниципальным властям Вифлеема. Здания семинарии и школы не сохранились. Амбулатория превращена в кафе-музей Бейт-Джалы XIX—XX веков.

## Преподавание
В семинарии изучали турецкий, английский и французский языки, основы гуманитарных и технических наук. Преподавание велось только на русском языке. К 1914 году дипломы получили чуть более 100 учителей (это вместе с выпускниками Мужской учительской семинарии в Назарете).
Программы для школ и семинарий составляли, а также экзаменовали слушателей российские арабисты, как например И. Ю. Крачковский, Н. А. Медников, М. О. Аттая, Д. В. Семенов и др.

## Выпускники
- Оде-Васильева, Клавдия Викторовна (1908)